# ミカエル・アグリコラ
ミカエル・アグリコラ（フィンランド語: Mikael Agricola, フィンランド語発音: [ˈmikɑel ˈɑɡrikolɑ]  発音、1510年頃 - 1557年4月9日）は、フィンランド（当時はスウェーデン＝フィンランド）のルター派牧師で、現存するもっとも古い印刷されたフィンランド語の文献の著者で、「フィンランド語の書き言葉の父」と呼ばれる。彼はフィンランドを含むスウェーデンの宗教改革を強く推進した。
1554年にローマ教皇（カトリック教会）の承認を受けることなく、トゥルク（オーボ）の司教となった。その結果、彼はルター派として当時スウェーデン教会の一部であるフィンランド教会の改革を行った。彼は新約聖書、祈祷書、賛美歌、ミサ曲をフィンランド語に訳し、フィンランド語の表記法の基礎を築いた。中でも注目に値するのは、これだけの功績にもかかわらず、それを成し遂げるのに要した時間は3年だけという点だった。
ロシアとのノヴゴロド条約の交渉が終わった後の帰途、突如死去した。

## 生涯

### 若年期
ミッケル・オーロフソン（スウェーデン語: Mikkel Olofsson）、またはミカエル・オラヴィンポイカ（フィンランド語: Mikael Olavinpoika）は1510年頃、ニーランド県（フィンランド語名ウーシマー）、ペルノ（フィンランド語名ペルナヤ）にあるトルスビー村（Torsby）で生まれた。彼はペルノの教会の守護聖人に因んで名づけられた。現地の執行吏の帳簿によると、彼の家族は平民ではあるが金持ちであった。3人の姉妹がいたが、名前は知られていない。彼の教師たちは彼の言語に関する才華を見出し、教区牧師のバルトロメウス（Bartholomeus）は彼をヴィボルグ（フィンランド語名ヴィープリ）にあるラテン語学校に送り、聖職者となるための教育を受けさせた。その学校ではデジデリウス・エラスムスの学説を採用していた。ミカエルの母語がフィンランド語かスウェーデン語かはわかっていない。ペルノは当時スウェーデン語を話す地域であったが、彼の著作は彼がフィンランド語の母語話者であることを示している。しかし、彼はフィンランド語もスウェーデン語も母語話者と同じほど上達し、子供のときから2か国語を話していた可能性もある。

### 学問を追求
ミカエルがヴィボルグ（ヴィープリ）で勉強していたとき、彼は姓をアグリコラ（Agricola、「農民」）に変えた。当時、学者の1代目が父の社会地位と職業に基づく姓を用いることはよくあることだった。彼が宗教改革と人文主義をはじめて知ったのは恐らくヴィープリでの出来事であった。ヴィープリ城の統治者は当時のスウェーデン王グスタフ・ヴァーサの部下でドイツ人の伯爵ヨハン7世・フォン・ホヤが統治していた。ヨハン7世は宗教改革を支持しており、礼拝をルター派の流儀で行っていた。
1528年、アグリコラは彼の教師に従って当時スウェーデン領のフィンランドの中心地で司教区の首府であるオーボ（フィンランド語名トゥルク）に向かった。アグリコラはそこでマルッティ・スキュッテ司教の写字生になった。トゥルクに滞在している間、アグリコラはマルティン・ルターのフィンランド人学生の1人目で宗教改革の教えを精力的に広めていたペトルス・サルキラハティと出会った。サルキラハティは1529年に死去したが、アグリコラはその事業を引き継いだ。1531年頃、アグリコラは牧師に叙品された。
1536年、トゥルク司教はアグリコラに勉強させるようザクセン選帝侯領のヴィッテンベルクに送った。彼は新約聖書の原語であるギリシャ語の専門家フィリップ・メランヒトンの講義を集中して勉強した。またルターの門下で勉強を続けた。メランヒトンもルターもアグリコラをスウェーデン王グスタフ・ヴァーサに推薦した。アグリコラはグスタフ・ヴァーサに手紙を2通送り、俸給を求めた。それで俸給を確保すると、アグリコラはアリストテレス全集などの本を購入した。1537年には新約聖書のフィンランド語への翻訳を開始した。

### 校長とオルディナリウス職
1539年、アグリコラはトゥルクに戻り、トゥルク聖堂の学校の校長に就任したが、彼はこの仕事を好まず、学生を「馴れていない動物」とこき下ろした。一方、グスタフ・ヴァーサは自らの権力を固めるために教会の財産を没収したが、同時に宗教改革も推進した。1544年、アグリコラはグスタフからの、有望な若者数人をストックホルムに派遣して骨の折れる仕事をさせよとの命令を受けた。しかし彼は翌年に同じ命令がより威嚇的な言辞で送られてくるまでそれに従わず、結果的に2人の関係に悪影響を与えた可能性もあった。
1546年、アグリコラは住処と学校をトゥルクの大火事で失った。1548年2月22日、グスタフ・ヴァーサはアグリコラに校長の職から退くよう命じた。このときにはアグリコラがすでに結婚していたが、現代ではアグリコラの妻についてその名前ピルヨ・オラヴィンテュタル（Pirjo Olavintytär、ほかには「オラヴィ（Olavi）の娘」ブリジット（Bridget）、ビルギッタ・オラフスドッテル（Birgitta Olafsdotter）、ブリギダ・オラウイ（Brigida Olaui）などの表記もある）しか知られていない。唯一の息子クリスティアン・アグリコラ（ラテン語名クリスティアヌス・ミカエリス・アグリコラ（Christianus Michaelis Agricola）、1550年12月11日 - 1586年2月19日）は1584年にタリン司教に就任した。

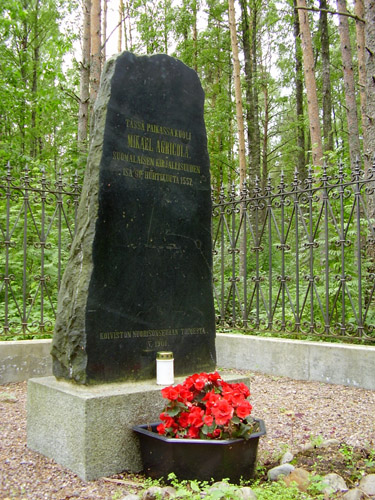
ミカエル・アグリコラの没地、プリモルスク近くにある記念碑。2006年撮影。

とある老司教が1554年に死去すると、グスタフ・ヴァーサはアグリコラをトゥルク教区のオルディナリウスに任命した。これは実質的にアグリコラをトゥルク監督、およびフィンランド初の監督を任命したことになる。アグリコラは宗教改革者としては献身的ではなく、改革を厳しく推進することもしなかったが、ミサ典文だけは廃止した。

## 死去
1557年、アグリコラはロシア・ツァーリ国への使節団に参加、2月21日から3月24日までモスクワに滞在してロシア・スウェーデン戦争の講和条約であるノヴゴロド条約を交渉した。4月9日、彼は病気を患ってウーシキルッコで死亡した。アグリコラはヴィープリの教会で埋蔵されたが、正確な場所は知られていない。

## 文学における功績

### Abcキリア
アグリコラははじめ新約聖書の翻訳を考えたが、当時フィンランド語の書き言葉が統一されていなかったため、彼はまず書き言葉から始めた。現代では「ABCキリャ」（ABC-kirja）として知られているAbcキリアはアグリコラが初めて書いた本であり、初歩読本およびカテキズムとなっている。初版は1543年に出版された。カテキズムが含まれたのは、当時聖書を買える人が少ないからであった。初版は16ページだったが、1551年の再版では24ページとなっている。
1966年、司書のオーケ・オーベルリン（Åke Åbergin）が本の装丁を直している最中に当時知られていないABCキリアの第3版の一部を発見した。この第3版では出版者の名前アムンド・ラウリツァンポイカ（Amund Lauritsanpoika）と出版年の1559年（アグリコラの死から2年後）が記載されており、また未発見の8ページも含まれている。これらの8ページは恐らく出版の工程におけるミスにより使用不能になり詰め紙とされたものである。

### ルコウスキリア
1544年3月、アグリコラのルコウスキリア（Rucouskiria、「祈祷書」）が出版された。アグリコラは書き始めに全面的な教育に関する様々なテーマについて、およびフィンランドにおける宗教改革の影響について書いた。ルコウスキリアには4つの序文と多くのテーマに関する約700の祈祷文が記載されており、一般的には2、3種類の祈祷文となっているところを12種類も記述した。ルコウスキリアは900ページほどであり、そのソースにはマルティン・ルター、フィリップ・メランヒトン、デジデリウス・エラスムスの作品が含まれている。

### 新約聖書の翻訳

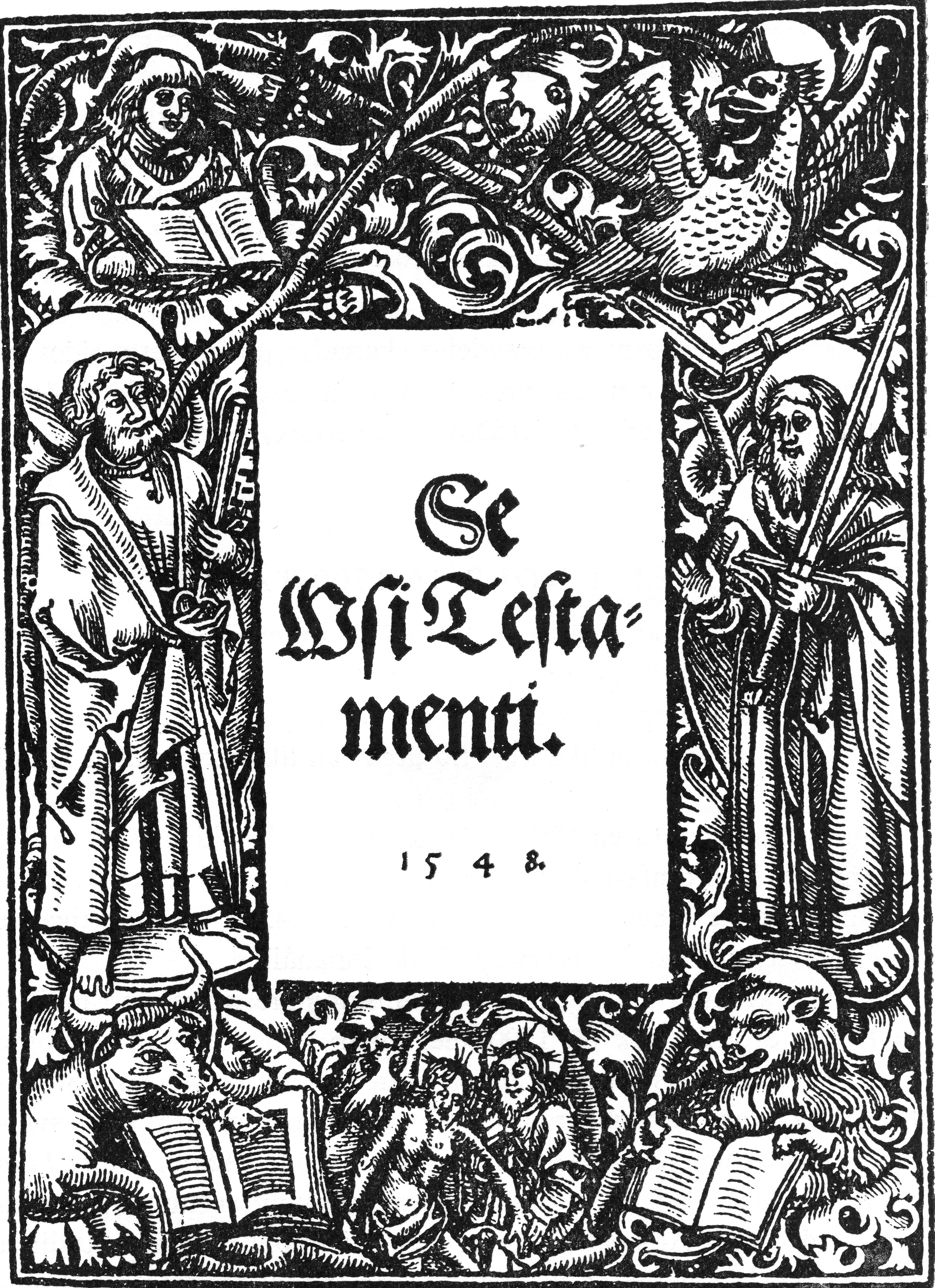
セ・ウーシ・テスタメンティの表紙

アグリコラの最も有名な本は1548年に完成した、新約聖書のフィンランド語訳のセ・ウーシ・テスタメンティであり、その長さは718ページで多くの挿画が含まれている。

### 祈祷書
アグリコラがヴィッテンベルクにいる間、より短い祈祷書3冊をフィンランド語に翻訳、1549年に出版した。
1. カシキリア・カステスタ（フィンランド語版） - 洗礼、結婚、埋葬などの儀式について
2. メッス・エリ・ヘッラン・エクフトリネン（フィンランド語版） - 礼拝の儀式について
3. セ・メイデン・ヘッラン・イェスセン・クフリストゥセン・ピナ（フィンランド語版） - イエス・キリストの受難について

### その他
- ダウイディン・プサルッタリ（フィンランド語版）
- ネ・プロプヘタト（フィンランド語版）
- ウェイスト・イア・エンヌストクセト（フィンランド語版）

## 記念
4月9日は19世紀のフィンランド語学者エリアス・リョンロートの誕生日でもあり、この日はフィンランド語が生まれた日としてフィンランドで祝われている。
アメリカ福音ルター派教会は毎年4月10日にアグリコラを記念している。
ヘルシンキのミカエル・アグリコラ教会はアグリコラに因んで名づけられている。
アグリコラの死去から450年経った2007年、10ユーロの記念コインが作られた。このコインはアグリコラのフィンランドにおける宗教改革への功績、および「フィンランド語の書き言葉の父」としての功績を称えて発行されたものである。
5000フィンランド・マルッカ紙幣に肖像が描かれているが、実際に発行されたことはなく、インフレーションへの備えとして準備されたのみだった。

## ギャラリー

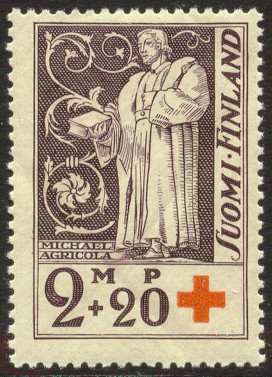
1933年の記念切手
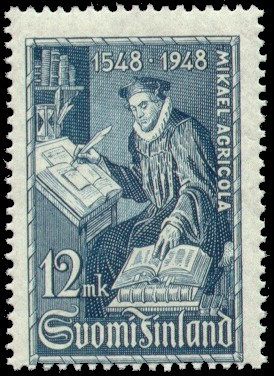
1948年の記念切手
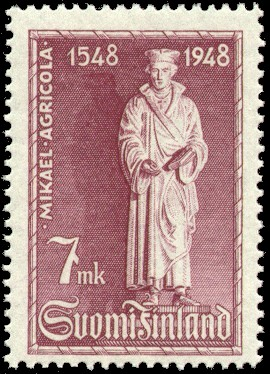
1948年の記念切手
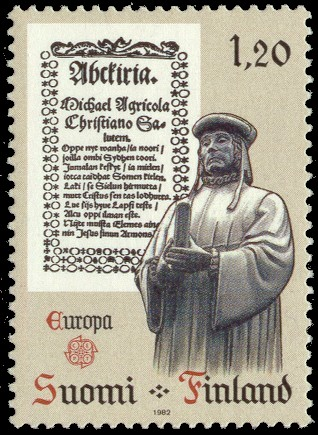
1982年の記念切手